# John Stone (Filmproduzent)
John Stone, eigentlich Saul Sturmwasser (* 12. September 1888 in New York City, New York; † 3. Juni 1961 in Los Angeles, Kalifornien) war ein US-amerikanischer Filmproduzent und Drehbuchautor.

## Leben
John Stone studierte an der New York University und arbeitete danach für 20th Century Fox als Drehbuchautor. Zwischen 1922 und 1928 schrieb er das Drehbuch zu elf Tom Mix-Western. Zudem adaptierte er zwei Romane von Zane Grey für die Leinwand, Der Meuchelmörder von Nevada mit Gary Cooper und William Powell in den Hauptrollen sowie In letzter Minute. 1930 wurde er bei Fox Produktionsleiter, im Jahr darauf Assistent des Fox-Vizepräsidenten. Zwischen 1934 und 1946 war er als Filmproduzent für 14 Filme der Charlie-Chan-Filmreihe verantwortlich. Er produzierte auch zwei Mr.-Moto-Filme mit Peter Lorre.
John Stone war zwei Mal verheiratet. Er war der Vater von Drehbuchautor Peter Stone.

## Filmografie (Auswahl)

### Produktion
- 1934: Shirley’s großes Spiel (Baby, Take a Bow)
- 1934: Charlie Chan in London
- 1935: Charlie Chan in Shanghai
- 1935: Charlie Chan in Paris
- 1936: Charlie Chan in der Oper (Charlie Chan at the Opera)
- 1936: Charlie Chan beim Pferderennen (Charlie Chan at the Race Track)
- 1936: Charlie Chan im Zirkus (Charlie Chan at the Circus)
- 1936: Charlie Chans Geheimnis (Charlie Chan's Secret)
- 1937: Charlie Chan in Monte Carlo (Charlie Chan in Monte Carlo)
- 1937: Charlie Chan am Broadway (Charlie Chan on Broadway)
- 1937: Charlie Chan bei den Olympischen Spielen (Charlie Chan at the Olympics)
- 1938: Charlie Chan in Honolulu
- 1938: Mr. Moto und der Wettbetrug (Mr. Moto's Gamble)
- 1939: Mr. Moto und die geheimnisvolle Insel (Mr. Moto in Danger Island)
- 1939: Der Frechdachs von Arizona (The Arizona Wildcat)
- 1940: Charlie Chan auf Kreuzfahrt (Charlie Chan's Murder Cruise)

### Drehbuchautor
- 1923: Die Tochter des Nordens (Snowdrift)
- 1925: Der schüchterne Don Juan (The Lucky Horseshoe)
- 1925: Jagd auf Gold (Gold and the Girl)
- 1926: Das Testament des Goldsuchers (No Man's Gold)
- 1926: Räuber der Königsschlucht (The Great K & A Train Robbery)
- 1926: Drei rauhe Gesellen (3 Bad Men)
- 1926: Der Einbruch im Grand-Hotel (Hard Boiled)
- 1927: Der Arizona-Tiger (The Arizona Wildcat)
- 1927: Der Meuchelmörder von Nevada (Nevada)
- 1927: Der Überfall auf den Goldtransport (Arizona Bound)
- 1927: Der Kampf um den Pulverturm (The Broncho Twister)
- 1927: In letzter Minute (Drums of the Desert)
- 1927: Die letzte Fahrt (The Last Trail)
- 1928: Win That Girl
- 1928: Prep and Pep
- 1929: Die schwarze Garde (The Black Watch)
- 1929: Die Weibergeschichten des Captain Lash (Captain Lash)
- 1929: Chasing Through Europe
- 1929: Salute